# Europameisterschaften im Modernen Fünfkampf 2014
Die Europameisterschaften im Modernen Fünfkampf 2014 fanden vom 7. bis 12. Juli 2014 in Székesfehérvár, Ungarn, statt.
Lena Schöneborn wurde zum zweiten Mal nach 2011 Europameisterin im Einzel. Auch mit der Damenmannschaft, zu der noch Annika Schleu und Janine Kohlmann zählten, gewann sie den Titel. Im Staffelwettbewerb wurde sie mit Annika Schleu Zweite.

## Herren

### Einzel
| Platz | Land     | Sportler              |
| ----- | -------- | --------------------- |
| 1     | Russland | Alexander Lessun      |
| 2     | Russland | Ilja Frolow           |
| 3     | Ukraine  | Pawlo Tymoschtschenko |

### Mannschaft
| Platz | Land       | Sportler                                            |
| ----- | ---------- | --------------------------------------------------- |
| 1     | Ungarn     | Róbert Kasza Péter Tibolya Bence Demeter            |
| 2     | Italien    | Nicola Benedetti Riccardo De Luca Pierpaolo Petroni |
| 3     | Tschechien | Jan Kuf Ondřej Polívka Martin Bilko                 |

### Staffel
| Platz | Land                   | Sportler                        |
| ----- | ---------------------- | ------------------------------- |
| 1     | Russland               | Ilja Frolow Oleg Naumow         |
| 2     | Frankreich             | Valentin Prades Valentin Belaud |
| 3     | Vereinigtes Königreich | Samuel Curry Thomas Toolis      |

## Damen

### Einzel
| Platz | Land        | Sportlerin              |
| ----- | ----------- | ----------------------- |
| 1     | Deutschland | Lena Schöneborn         |
| 2     | Ukraine     | Wiktorija Tereschtschuk |
| 3     | Russland    | Donata Rimšaitė         |

### Mannschaft
| Platz | Land        | Sportlerinnen                                           |
| ----- | ----------- | ------------------------------------------------------- |
| 1     | Deutschland | Janine Kohlmann Annika Schleu Lena Schöneborn           |
| 2     | Ukraine     | Anastasija Spas Iryna Chochlowa Wiktorija Tereschtschuk |
| 3     | Italien     | Gloria Tocchi Claudia Cesarini Alice Sotero             |

### Staffel
| Platz | Land        | Sportlerinnen                           |
| ----- | ----------- | --------------------------------------- |
| 1     | Ukraine     | Anastasija Spas Wiktorija Tereschtschuk |
| 2     | Deutschland | Annika Schleu Lena Schöneborn           |
| 3     | Russland    | Anna Sawtschenko Hanna Burjak           |

## Mixed
| Platz | Land                   | Sportler                                             |
| ----- | ---------------------- | ---------------------------------------------------- |
| 1     | Litauen                | Laura Asadauskaitė-Zadneprovskienė Justinas Kinderis |
| 2     | Vereinigtes Königreich | Samantha Murray Joseph Evans                         |
| 3     | Polen                  | Oktawia Nowacka Łukasz Klekot                        |

## Medaillenspiegel
| Platz | Land                   | Goldmedaille | Silbermedaille | Bronzemedaille |
| 1     | Russland               | 2            | 1              | 2              |
| 2     | Deutschland            | 2            | 1              | –              |
| 3     | Ukraine                | 1            | 2              | 2              |
| 4     | Litauen                | 1            | –              | –              |
| 4     | Ungarn                 | 1            | –              | –              |
| 6     | Italien                | –            | 1              | 1              |
| 6     | Vereinigtes Königreich | –            | 1              | 1              |
| 8     | Frankreich             | –            | 1              | –              |
| 9     | Tschechien             | –            | –              | 1              |